# آردیژ
آردیژ (به فرانسوی: Ardiège) یک کمون در فرانسه است که در canton of Barbazan واقع شده‌است. آردیژ ۳٫۷۶ کیلومتر مربع مساحت دارد ۴۰۰ متر بالاتر از سطح دریا واقع شده‌است.